# Elkana
Elkana (hebr. אלקנה) – samorząd lokalny położony w Dystrykcie Judei i Samarii, w zachodniej części Samarii w Izraelu.
Leży w zachodniej części Samarii, w otoczeniu osiedli Sza’are Tikwa, Magen Dan i Ec Efrajim. Na północy, wschodzie i południu przebiega mur bezpieczeństwa oddzielający Izrael od Autonomii Palestyńskiej. Po stronie palestyńskiej znajdują się arabska wioska Masha i miasto Az-Zawija.

## Historia
29 listopada 1947 roku Zgromadzenie Ogólne Organizacji Narodów Zjednoczonych przyjęło Rezolucję nr 181 w sprawie podziału Palestyny na dwa państwa: żydowskie i arabskie. Tutejsze tereny miały znajdować się w państwie arabskie i w wyniku wojny o niepodległość w 1948 znalazły się pod okupacją Jordanii.
Podczas wojny sześciodniowej w 1967 ziemie te zajęły wojska izraelskie.
Osada została założona w 1977 przez grupę żydowskich religijnych osadników z Gusz Emunim. Nazwano ją na cześć biblijnego Elkany, ojca Samuela. Status samorządu lokalnego otrzymała w 1981.
W 2003 wybudowano w jej pobliżu mur bezpieczeństwa, które de facto przyłączył te ziemie do Izraela.

## Demografia
Zgodnie z danymi Izraelskiego Centrum Danych Statystycznych w 2008 roku w osadzie żyło 3,1 tys. mieszkańców.
Populacja osady pod względem wieku (dane z 2006):
| Wiek (w latach) | Procent populacji w % |
| --------------- | --------------------- |
| 0-4             | 12,1%                 |
| 5-9             | 8,7%                  |
| 10-14           | 7,0%                  |
| 15-19           | 7,9%                  |
| 20-29           | 24,3%                 |
| 30-44           | 13,2%                 |
| 45-59           | 17,9%                 |
| ponad 60        | 9,0%                  |

Źródło danych: Central Bureau of Statistics.

## Edukacja
W miejscowości są 2 szkoły podstawowe, 1 szkoła średnia, jesziwa oraz college Orot Yahadut.

## Kultura i sport
W miejscowości jest ośrodek kultury, biblioteka, boisko do piłki nożnej oraz korty tenisowe.

## Komunikacja
Na południe od miejscowości przebiega droga ekspresowa nr 5  (Tel Awiw–Ari’el), brak jednak możliwości bezpośredniego wjazdu na nią. Przez miasteczko przebiega droga nr 505 , którą jadąc na zachód dojeżdża się do osiedla Sza’are Tikwa i drogi ekspresowej nr 5, lub jadąc na wschód dojeżdża się do arabskiej wioski Masha. Lokalna droga prowadzi na północ do osiedla Ec Efrajim.